# Ivorische Fußballnationalmannschaft (U-17-Junioren)
Die ivorische U-17-Fußballnationalmannschaft ist eine Auswahlmannschaft ivorischer Fußballspieler. Sie unterliegt der Fédération Ivoirienne de Football und repräsentiert sie international auf U-17-Ebene, etwa in Freundschaftsspielen gegen die Auswahlmannschaften anderer nationaler Verbände, bei U-17-Afrikameisterschaften und U-17-Weltmeisterschaften.
Das beste Ergebnis bei einer Weltmeisterschaft erreichte die Mannschaft 1987 in Kanada, als sie im Halbfinale gegen die Sowjetunion, den späteren Weltmeister, verlor und anschließend Italien im Spiel um Platz drei besiegte.
2011 schied sie im Achtelfinale gegen Frankreich aus, 2013 verlor sie im Viertelfinale gegen Argentinien.
Die Mannschaft wurde 2013 Afrikameister. Bereits 2005 hatte sie den dritten Platz erreicht, 2011 den vierten Platz.

## Teilnahme an U-17-Weltmeisterschaften
(Bis 1989 U-16-Weltmeisterschaft)
| 1985 | nicht qualifiziert |
| 1987 | 3. Platz           |
| 1989 | nicht qualifiziert |
| 1991 | nicht qualifiziert |
| 1993 | nicht qualifiziert |
| 1995 | nicht qualifiziert |
| 1997 | nicht qualifiziert |
| 1999 | nicht qualifiziert |
| 2001 | nicht qualifiziert |
| 2003 | nicht qualifiziert |
| 2005 | Vorrunde           |
| 2007 | nicht qualifiziert |
| 2009 | nicht qualifiziert |
| 2011 | Achtelfinale       |
| 2013 | Viertelfinale      |
| 2015 | nicht qualifiziert |
| 2017 | nicht qualifiziert |
| 2019 | nicht qualifiziert |
| 2021 | –                  |
| 2023 | nicht qualifiziert |

## Teilnahme an U-17-Afrikameisterschaften
| 1995 | nicht qualifiziert |
| 1997 | Vorrunde           |
| 1999 | nicht qualifiziert |
| 2001 | zurückgezogen      |
| 2003 | nicht qualifiziert |
| 2005 | 3. Platz           |
| 2007 | nicht qualifiziert |
| 2009 | nicht qualifiziert |
| 2011 | 4. Platz           |
| 2013 | Afrikameister      |
| 2015 | Vorrunde           |
| 2017 | nicht qualifiziert |
| 2019 | nicht qualifiziert |
| 2021 | –                  |
| 2023 | nicht qualifiziert |